# Sammakkoselkä
Sammakkoselkä är en del av sjön Enare träsk i Finland.   Den ligger i landskapet Lappland, i den norra delen av landet, 1 000 km norr om huvudstaden Helsingfors. Sammakkoselkä ligger 120 meter över havet.